# Want!
Singles de Berryz Kōbō
Cha Cha Sing
(2012) Asian Celebration
(2013)
Want! (écrit en capitales : WANT!) est le 30e single du groupe de J-pop Berryz Kōbō (en excluant les collaborations), sorti fin 2012.

## Présentation
Le single, écrit et produit par Tsunku, sort le 19 décembre 2012 au Japon sur le label Piccolo Town. Il atteint la 3e place du classement des ventes de l'oricon. C'est alors le meilleur classement d'un single du groupe, avec Otakebi Boy Wao! / Tomodachi wa Tomodachi Nanda! sorti trois ans auparavant à la même place, mais il n'est pas l'un des mieux vendus. Il sort également dans trois éditions limitées avec des pochettes différentes, notées "A" et "B" avec chacune en supplément un DVD différent, et "C" sans DVD. Il sort aussi au format "single V" (DVD contenant le clip vidéo) une semaine après, le 26 décembre 2012. La chanson-titre figurera sur l'album Berryz Mansion 9 Kai qui sort un mois plus tard, ainsi que sur la compilation Berryz Kōbō Special Best Vol.2 de 2014.

## Formation
Membres créditées sur le single :
- Saki Shimizu
- Momoko Tsugunaga
- Chinami Tokunaga
- Māsa Sudō
- Miyabi Natsuyaki
- Yurina Kumai
- Risako Sugaya

## Liste des titres
Single CD
1. Want! (WANT！?)
2. Yūki o Kudasai! (勇気をください！?)
3. Want! (Instrumental) (WANT！...?)

DVD de l'édition limitée "A"
1. Want! (Dance Shot Ver.) (WANT！...?)

DVD de l'édition limitée "B"
1. Want! (Dance Shot Ver.II) (WANT！...?)

Single V (DVD)
1. Want! (WANT！?) (clip vidéo)
2. Want! (Another Ver.) (WANT！...?)
3. Want! Making Eizô (WANT！ メイキング映像?) (making of)